# やまぐも型護衛艦
やまぐも型護衛艦（やまぐもがたごえいかん、英語: Yamagumo-class destroyer）は、海上自衛隊の護衛艦の艦級。アスロック搭載の対潜護衛艦（DDK）として、まず第2次防衛力整備計画に基づき昭和37年度計画より3隻が建造されたのち、派生型のみねぐも型（40〜42DDK）を挟んで、第3次・第4次防衛力整備計画でさらに3隻が追加建造された。2次防で建造された3隻（37〜39DDK）を前期型、3・4次防で建造された3隻（44〜49DDK）を後期型としており、後期型についてはあおくも型と称する場合もある。ネームシップの建造単価は38.7億円（昭和37年度）であった。

## 来歴
海上自衛隊では第1次防衛力整備計画（1次防）前後、予算や装備導入上の制約のなかで兵力を整備するため、艦隊のワークホースとして、砲熕兵器を減じて対潜戦偏重としてあやなみ型（30DDK）と、対潜兵器を若干減じて砲熕兵器を強化した初代むらさめ型（31DDA）によるハイ・ロー・ミックス構成を採択した。
その後、第2次防衛力整備計画（2次防）においては、海洋国家としての日本にふさわしい海上防衛力の方向と骨格の形成を目標とすることになった。当時の護衛艦隊は主力の2個群と旧式艦による1個群の計3個護衛隊群しか有しておらず、特に第3護衛隊群には、まだ、艦隊駆逐艦からは性能的に大きく劣る戦時急造護衛艦であるくす型PFが残っているなど、兵力整備は依然途上の状況であり、限られた予算の枠内でも新造護衛艦の数の確保が求められていた。このことから、2次防においても、高性能のDDAと、数を確保するためのDDKによるハイ・ロー・ミックス構成が踏襲されることとなった。これによって建造されたDDAがたかつき型（38DDA）であり、そしてDDKとして建造されたのが本型である。
派米調査等の関係でたかつき型の計画年度が1年遅れたことから、本型のネームシップが2次防護衛艦の先頭を切ることとなった。まず昭和37年度計画から昭和39年度計画で各年1隻ずつ、計3隻が建造された。昭和40年度計画以降の建造艦3隻は、主兵装をアスロックからQH-50 DASHに転換するよう改設計されたみねぐも型とされたが、昭和44年に米海軍がDASHの運用を中止したことと実用性等を鑑みて、同年度および昭和46年度計画については、再びアスロックを主兵装とするよう回帰して建造されることとなった。また、4次防中の昭和49年度計画艦については、CODOG主機を採用するなどした発展型の2500トン型護衛艦として予定されていたが、オイルショックの影響で計画は縮小され、最終的に本型の設計に基づいて建造されることとなった。

## 設計
本型の設計は、多くの点できたかみ型（36DE）に基づいている。基本計画番号はE104。

### 船体
船型としては、2層の全通甲板を備えた遮浪甲板型を踏襲している。船体中央部3区画は機関室に占有されており、その給排気路は前後2本に分けて配置された。艦橋構造物は2層（前部のみ2.5層）で、やはりいすず型以来の両舷ウィング付き閉鎖式艦橋とされた。その後方に連続して、左舷軸機からの第1煙突が設置されている。その後方は、中部甲板を挟んで、第2煙突と一体化した後部上部構造物（第2方位盤（Mk.63）、アスロック予備弾庫など）が配置されている。ただしこの方式は、艦橋構造物とその周囲の各種電子機器に対してディーゼル主機の振動の悪影響が大きく、後期型では1メートル離されて別の構造物とされた。搭載艇はDDの標準で、内火艇とカッター各1隻である。
なお後期型においては、たかつき型後期型（40DDA）やみねぐも型に準じて、艦首外舷に凌波性向上のためのナックル・ライン、艦尾にオーバーハングを付し、艦橋上部に防空指揮所を設け、後部マストがラティス構造とされるなど各部に改正が施され、船体寸法も若干大型化している。また前期型でも、IVDSを後日装備した艦では、艦尾にオーバーハングを付す改修がなされている。

### 機関
マルチプル・ディーゼルという主機方式は、きたかみ型（36DE）と同様であるが、本型では高出力2サイクルV型中速ディーゼルエンジン6基による構成が採用されている。当時、世界最速・最大出力のディーゼル推進水上戦闘艦として注目された。これによって、小型の艦型と少ない燃料搭載量のわりに長い航続距離を確保できたものの、主機出力は3万馬力にも達せず、最大速力は、海自が目標としてきた32ノットはおろか、31DDAの30ノットよりも更に遅い27ノットで妥協せざるを得なかった。
搭載機関には三菱方式と三井方式がある。三菱方式は「きたかみ」の搭載機（12UEV30/40）を4,650馬力に出力増強したものを使用する。これに対し、三井方式は「おおい」の搭載機（1228V3BU-38V; 出力4,250馬力）を4基と、これを16気筒化して5,600馬力に出力増加した1628V3BU-38Vを2基使用する。機関配置はシフト配置を採用しているが、配置方法はきたかみ型とは異なり、タービン艦と同様に左舷軸用が前に、右舷軸用が後側に配されている。前・中・後部の3つの機械室を有し、前機室の2機と中機室の左舷機で左舷軸を、同様に中機室の右舷機と後機室の2機で右舷軸を駆動する。このような機関構成であるため、戦闘速力を使う場合は主機の使用台数を増やす準備のための時間が必要とされていた。また、第1戦速以上を使用すると振動と騒音が大きく、熟睡している乗員の目が覚めるほどだったといわれる。この振動と騒音は電子機器の保守管理上悪影響であり、また特にソナーの受波器入口雑音レベルの高さから探知距離への制約ともなったことは、対潜護衛艦としての本型にとっては大きな問題であった。
電源としては、いずれもディーゼル発電機が用いられており、前期型では出力400キロワットの主発電機が2基、200キロワットの非常発電機が1基が搭載され、後期型では主発電機の出力が500キロワットに増強された。

## 装備
本型の装備は、あやなみ型（30DDK）およびきたかみ型（36DE）のそれをベースとしているが、多くの点で刷新されたものとなっており、国際水準に追いついた武器等を装備した海自初の護衛艦と評されている。

### センサー
艦の指揮・統制中枢となる戦闘指揮所（CIC）は、前部上部構造物内、艦橋後方に隣接して設けられており、戦術中枢と操艦中枢が隣接したことで、運用性は大きく向上した。また後期型では、艦橋上部に防空指揮所を設けている。
レーダーとしては、対空捜索用として国産のOPS-11を初搭載している。これはアメリカ製のAN/SPS-40をモデルとして国内開発されたもので、八木式ダイポール・アレーを配置した特徴的なアンテナを使用していた。
またソナーでも、前期型ではアメリカ製のAN/SQS-23が初搭載され、これを艦首底に配置して護衛艦初のバウ・ソナー艦となった。バウ・ドームは、米海軍に倣ってトラス構造の縦横骨組みを持つ薄板構造であり、錨鎖の接触に耐える強度と音波の透過損失の低減を図るため、薄い高張力鋼板とされた。また後期型では同等の性能を備えた国産機であるOQS-3に更新された。なお、後期型「あきぐも」「ゆうぐも」は就役時から、前期型「やまぐも」「まきぐも」は後日装備としてSQS-35(J)可変深度ソナー（IVDS）を搭載しているが、運用性が低い割に、吊り下げ式で位置が安定しないため情報精度が低く、運用実績は艦隊を満足させるものではなかった。
電波探知装置（ESM）としては、前期型ではあやなみ型より装備化されたものの改良型であるNOLR-1B、後期型では新世代のNOLR-5が搭載されている。また後期型では、装備位置が2倍以上高くされたこともあり、探知性能は向上した。なお「あおくも」では、昭和54年度に、NOLR-6Bに後日換装されている。

### 武器システム
主砲としては、あやなみ型以来の50口径76mm連装速射砲が踏襲されているが、前期型では従来通りの57式であったのに対し、後期型では制式化版の68式とされた。
また主砲射撃指揮装置（GFCS）としては、アメリカ製最新式のMk.56を初搭載した。これはXバンドのMk.35レーダーを備え、自動追尾・盲目射撃が可能な高性能の機種であり、はるかぜ型（28DD）で一度装備を要求したものの、アメリカ側に認められずに断念されたという経緯がある。なお後部の副GFCSは、あやなみ型と同じMk.63とされているが、国産の風防覆が付加されている。ただし、アスロックによる対潜攻撃中は、Mk.56はこちらの管制（ロケットの追尾など）に用いられ、対空射撃は手動のMk.63のみとなり、経空脅威対処能力の低下が課題とされた。後期型では、主・副GFCSともに、自動追尾・盲目射撃可能な国産の72式射撃指揮装置1型B（FCS-1B）として統一されたことで、この課題が解決された。
対潜兵器としては、きたかみ型で導入されたスウェーデン製のM/50 375mm対潜ロケット発射機をライセンス生産した71式ボフォース・ロケット・ランチャー、うみたか型駆潜艇およびみずとり型駆潜艇の後期建造艇（36PC）で導入された324mm3連装短魚雷発射管が搭載されたのに加えて、より長射程のアスロック対潜ミサイルとその8連装発射機を護衛艦として初搭載している。その発射機は中部甲板、予備弾庫は後部上部構造物に設置されており、艦首尾方向で相当の射界の制約があることが指摘されていたが、当時、攻撃の際には複数艦で敵潜を包囲し、各艦がソナー探知を維持しつつ円運動しながら攻撃するという「サーキュラー・アタック」と呼ばれる手法が採用されていたことから、用兵者の強い不満には至らなかった。またこれらを管制する水中攻撃指揮装置（SFCS）としては、前期型では、アスロック用にはアメリカ製のMk.114、ボフォース用には国産のSFCS-1C-3が搭載されていたが、後期型ではSFCS-2によって統合された。

## 諸元表
|                   | 前期型 (37〜39DDK)                       | 後期型 (44〜49DDK)                      |
| ----------------- | ---------------------------------------- | --------------------------------------- |
| 建造期間          | 1964年 - 1967年                          | 1970年 - 1978年                         |
| 就役期間          | 1966年 - 1998年                          | 1972年 - 2005年                         |
| 基準排水量        | 2,050トン                                | 2,150トン                               |
| 満載排水量        | 2,750トン                                | 2,850トン                               |
| 全長              | 114 m                                    | 115 m                                   |
| 全幅              | 11.8 m                                   | 11.8 m                                  |
| 深さ              | 7.9 m                                    | 7.9 m                                   |
| 機関              | マルチプル・ディーゼル方式（26,500 ps）  | マルチプル・ディーゼル方式（26,500 ps） |
| 機関              | ディーゼルエンジン×6基                   |                                         |
| 機関              | スクリュープロペラ×2軸                   |                                         |
| 速力              | 最大: 27kt ※ 「ゆうぐも」のみ 28kt       | 最大: 27kt ※ 「ゆうぐも」のみ 28kt      |
| 航続距離          | 7,000海里 (20kt巡航時)                   | 7,000海里 (20kt巡航時)                  |
| 主発電機 総発電量 | 800 kW                                   | 1,000 kW                                |
| 乗員              | 210名                                    | 220名                                   |
| 兵装              | 50口径76mm連装速射砲×2基                 | 50口径76mm連装速射砲×2基                |
| 兵装              | 74式 8連装アスロック発射機×1基           |                                         |
| 兵装              | 71式ボフォース・ロケット・ランチャー×1基 |                                         |
| 兵装              | 324mm3連装短魚雷発射管×2基               |                                         |
| GFCS              | Mk.56×1基                                | FCS-1B×2基                              |
| GFCS              | Mk.63×1基                                | FCS-1B×2基                              |
| レーダー          | OPS-11 対空捜索用                        | OPS-11B 対空捜索用                      |
| レーダー          | OPS-17 対水上捜索用                      |                                         |
| ソナー            | AN/SQS-23 艦首装備式                     | OQS-3 艦首装備式                        |
| ソナー            | SQS-35(J) 可変深度式 ※一部艦             |                                         |
| ESM               | NOLR-1B                                  | NOLR-5                                  |

## 同型艦
| 建造時期 | 艦番号          | 艦名     | 建造                    | 起工                        | 進水                         | 就役                         | 練習艦・特務艦への 艦種変更 | 除籍                        |
| -------- | --------------- | -------- | ----------------------- | --------------------------- | ---------------------------- | ---------------------------- | --------------------------- | --------------------------- |
| 前期型   | DD-113 TV-3506  | やまぐも | 三井造船 玉野造船所     | 1964年 （昭和39年） 3月23日 | 1965年 （昭和40年） 2月27日  | 1966年 （昭和41年） 1月29日  | 1991年 （平成3年） 6月20日  | 1995年 （平成7年） 8月1日   |
| 前期型   | DD-114 TV-3507  | まきぐも | 浦賀重工業              | 1964年 （昭和39年） 6月10日 | 1965年 （昭和40年） 7月26日  | 1966年 （昭和41年） 3月19日  | 1991年 （平成3年） 6月20日  | 1995年 （平成7年） 8月1日   |
| 前期型   | DD-115 ASU-7018 | あさぐも | 舞鶴重工業              | 1965年 （昭和40年） 6月24日 | 1966年 （昭和41年） 11月25日 | 1967年 （昭和42年） 8月29日  | 1993年 （平成5年） 10月18日 | 1998年 （平成10年） 3月24日 |
| 後期型   | DD-119 TV-3512  | あおくも | 住友重機械工業 浦賀工場 | 1970年 （昭和45年） 10月2日 | 1972年 （昭和47年） 3月30日  | 1972年 （昭和47年） 11月25日 | 1999年 （平成11年） 3月18日 | 2003年 （平成15年） 6月13日 |
| 後期型   | DD-120 TV-3514  | あきぐも | 住友重機械工業 浦賀工場 | 1972年 （昭和47年） 7月7日  | 1973年 （昭和48年） 10月23日 | 1974年 （昭和49年） 7月24日  | 2000年 （平成12年） 6月13日 | 2005年 （平成17年） 2月16日 |
| 後期型   | DD-121          | ゆうぐも | 住友重機械工業 浦賀工場 | 1976年 （昭和51年） 2月4日  | 1977年 （昭和52年） 5月31日  | 1978年 （昭和53年） 3月24日  | -------                     | 2005年 （平成17年） 6月17日 |

## 登場作品

### 漫画
『ジパング』
第14巻に収録の「ジパング外伝 守るべきもの」に、後期やまぐも型に該当する架空DD「DD-243ゆきぐも」及び「DD-244」が登場。呉地方隊第22護衛隊所属艦として1995年の阪神・淡路大震災に災害出動する。
『沈黙の艦隊』
第9巻に収録の「軍事同盟I」にて日本との友好条約締結の為、海江田が要求した上陸用の護衛艦として、第1護衛隊群所属艦として架空DD「DD-119やまぐも」が登場。さらに同巻収録の「海から来た男」にて、「やまと」に帰艦(国?)する海江田の送迎として「DD-113やまぐも」が登場する。

### 書籍
『地球0年』
「やまぐも」と「まきぐも」が登場。第三次世界大戦後、核戦争で崩壊したアメリカ合衆国に陸上自衛隊を運ぶ輸送船団を護衛する。